# هرگنسوایلر
هرگنسوایلر (به آلمانی: Hergensweiler) یک شهر در آلمان است که در Lindau واقع شده‌است. هرگنسوایلر ۱٬۷۵۷ نفر جمعیت دارد.